# SoftBank 4G LTE
SoftBank 4G LTE（ソフトバンク フォージー エルティーイー）は、ソフトバンクモバイルの提供するFDD-LTE方式のLTEを使用した携帯電話向け通信サービスのブランド名称。2012年9月21日よりサービスが開始された。2GHz帯で2012年度内に人口カバー率91 - 92％(政令指定都市100％)を目指すとしていた。

## 概要
通信規格の技術としては3.9Gに属するLTEを採用。2012年9月14日、LTEに対応したiPhone 5の予約開始に合わせて発表された。KDDI・沖縄セルラー電話連合が展開するauのLTEサービスであるau 4G LTEと同日の発表・サービス開始となった。
NTTドコモのXi (クロッシィ)、au 4G LTEと異なりテザリングにはサービス当初は対応しなかったが、auに対抗するため2012年9月19日にテザリング対応を発表。2013年1月15日開始予定としていた。しかし2012年10月1日に曽祖父会社のソフトバンクによるイー・アクセス（現ワイモバイル）の買収および、イー・アクセスとソフトバンクモバイルの業務提携を発表し、同社の1.7GHz帯のLTEを利用し回線に余裕が出る目処がついたことから、テザリング開始を12月15日に前倒しした。iPhone 5は1.7GHzにも対応しているが、ネットワークの調整などに時間を要するため、1.7GHz帯が利用できるのは2013年春頃からになる見込みとなっていた。
2013年3月21日、ソフトバンクモバイルのLTE回線に加えてイー・アクセスのLTE回線が使用可能となる、「ダブルLTE」が開始された。更に、2013年9月20日から「ダブルLTE」をさらに高速化しそれぞれが75Mbpsとなり超高速速通信が可能な倍速ダブルLTE が開始された。
2013年9月に発売されるiPhone 5sとiPhone 5cでは900MHz帯に対応し、ソフトバンクもこの帯域でのLTEサービス開始を予定している。この帯域ではパーソナル無線や第三者無線などが既に使用しており、これらの新帯域への移行が必要なため、既存無線の巻き取り作業を進めており、早くても2014年夏以降のサービス開始を予定していた。正式サービス開始時には「トリプルLTE」（仮称）と銘打ってサービス展開を行うこととなっている。2014年7月からは沖縄県の一部で900Mhz帯のLTEサービスを開始、以後順次サービスエリアを拡大する事になっている。
また、音声通話では「24時間通話定額オプション」として、ソフトバンク宛の通話が24時間無料となるオプションが2013年1月15日よりサービス開始、500円で提供されている。
2013年12月以降に発売するAndroidスマートフォンではこれまでのSoftBank 4G（AXGP方式）に加え、SoftBank 4G LTEにも対応した「Hybrid 4G LTE」として発売。
2014年8月に発売したAQUOS CRYSTAL 305SHと12月発売予定のAQUOS CRYSTAL Xは、LTEでの音声通話VoLTEにアップデートで対応するとしており、AQUOS CRYSTAL Xの発売に合わせVoLTEのサービスを開始。また、2015年以降には複数の帯域を束ねることで広帯域化させるキャリア・アグリゲーション（CA）にも対応を予定、下り最大187.5Mbpsの高速通信が可能となり、既にiPhone 6とiPhone 6 Plusが対応予定とされている。
2016年から発売されている、Androidのフィーチャーフォン、いわゆるガラホの「4Gケータイ」は、SoftBank 4G LTEには対応しているが、SoftBank 4Gには対応していないため、Hybrid 4G LTEとはなっていない(Y!mobileブランドも同様)。

## 端末
| 端末名称・型番 メーカー                                   | 発売開始日         | LTE最大下り速度         | 3G最大下り速度     | GSM,GPRS           | LTE対応周波数      | LTE対応周波数      | LTE対応周波数      | LTE対応周波数      | AXGP (Band 41)     | CA                 | VoLTE              |
| 端末名称・型番 メーカー                                   | 発売開始日         | LTE最大下り速度         | 3G最大下り速度     | GSM,GPRS           | 2100MHz (Band 1)   | 1800MHz (Band 3)   | 900MHz (Band 8)    | 700MHz (Band 28)   | AXGP (Band 41)     | CA                 | VoLTE              |
| 2012年秋・冬モデル                                        | 2012年秋・冬モデル | 2012年秋・冬モデル      | 2012年秋・冬モデル | 2012年秋・冬モデル | 2012年秋・冬モデル | 2012年秋・冬モデル | 2012年秋・冬モデル | 2012年秋・冬モデル | 2012年秋・冬モデル | 2012年秋・冬モデル | 2012年秋・冬モデル |
| --------------------------------------------------------- | ------------------ | ----------------------- | ------------------ | ------------------ | ------------------ | ------------------ | ------------------ | ------------------ | ------------------ | ------------------ | ------------------ |
| iPhone 5 Apple                                            | 2012年9月21日      | 100Mbps                 | 21Mbps             | ○                  | ○                  | ○                  | -                  | -                  | -                  | -                  | -                  |
| iPad (第4世代)(16/32/64GB) アップル                       | 2012年11月30日     | 100Mbps                 | 21Mbps             | ○                  | ○                  | ○                  | -                  | -                  | -                  | -                  | -                  |
| iPad mini アップル                                        | 2012年11月30日     | 100Mbps                 | 21Mbps             | ○                  | ○                  | ○                  | -                  | -                  | -                  | -                  | -                  |
| iPad (第4世代)(128GB) アップル                            | 2013年2月6日       | 100Mbps                 | 21Mbps             | ○                  | ○                  | ○                  | -                  | -                  | -                  | -                  | -                  |
| 2013年秋・冬モデル                                        |                    |                         |                    |                    |                    |                    |                    |                    |                    |                    |                    |
| iPhone 5s アップル                                        | 2013年9月20日      | 100Mbps                 | 21Mbps             | ○                  | ○                  | ○                  | ○                  | -                  | -                  | -                  | -                  |
| iPhone 5c アップル                                        | 2013年9月20日      | 100Mbps                 | 21Mbps             | ○                  | ○                  | ○                  | ○                  | -                  | -                  | -                  | -                  |
| iPad Air アップル                                         | 2013年11月1日      | 100Mbps                 | 21Mbps             | ○                  | ○                  | ○                  | ○                  | -                  | -                  | -                  | -                  |
| iPad mini Retinaディスプレイモデル ↓ iPad mini 2 アップル | 2013年11月14日     | 100Mbps                 | 21Mbps             | ○                  | ○                  | ○                  | ○                  | -                  | -                  | -                  | -                  |
| 2013年冬・2014年春モデル                                  |                    |                         |                    |                    |                    |                    |                    |                    |                    |                    |                    |
| AQUOS PHONE Xx 302SH シャープ                             | 2013年12月6日      | 112.5Mbps               | 21Mbps             | ○                  | ○                  | ○                  | ○                  | -                  | ○                  | -                  | -                  |
| ARROWS A 301F 富士通モバイルコミュニケーションズ          | 2013年12月6日      | 112.5Mbps               | 21Mbps             | ○                  | ○                  | ○                  | ○                  | -                  | ○                  | -                  | -                  |
| Disney mobile DM016SH シャープ                            | 2014年1月24日      | 112.5Mbps               | 21Mbps             | ○                  | ○                  | ○                  | ○                  | -                  | ○                  | -                  | -                  |
| AQUOS PHONE Xx mini 303SH シャープ                        | 2014年2月21日      | 112.5Mbps               | 21Mbps             | ○                  | ○                  | ○                  | ○                  | -                  | ○                  | -                  | -                  |
| 2014年夏モデル                                            |                    |                         |                    |                    |                    |                    |                    |                    |                    |                    |                    |
| AQUOS Xx 304SH シャープ                                   | 2014年5月23日      | 112.5Mbps               | 21Mbps             | ○                  | ○                  | ○                  | ○                  | -                  | ○                  | -                  | -                  |
| AQUOS CRYSTAL シャープ                                    | 2014年8月29日      | 112.5Mbps               | 21Mbps             | ○                  | ○                  | ○                  | ○                  | -                  | ○                  | -                  | △                  |
| 2014年秋・冬モデル                                        |                    |                         |                    |                    |                    |                    |                    |                    |                    |                    |                    |
| iPhone 6 アップル                                         | 2014年9月19日      | 112.5Mbps / 150Mbps(CA) | 21Mbps             | ○                  | ○                  | ○                  | ○                  | ※                  | ○                  | △                  | △                  |
| iPhone 6 Plus アップル                                    | 2014年9月19日      | 112.5Mbps / 150Mbps(CA) | 21Mbps             | ○                  | ○                  | ○                  | ○                  | ※                  | ○                  | △                  | △                  |
| Pocket WiFi 303ZT/304ZT ZTEコーポレーション               | 2014年9月26日      | 112.5Mbps / 150Mbps(CA) | 21Mbps             | ×                  | ○                  | ○                  | ○                  | -                  | ○                  | ○                  | -                  |
| iPad Air 2 アップル                                       | 2014年10月24日     | 112.5Mbps / 150Mbps(CA) | 21Mbps             | ○                  | ○                  | ○                  | ○                  | ※                  | ○                  | △                  | -                  |
| iPad mini 3 アップル                                      | 2014年10月24日     | 100Mbps                 | 21Mbps             | ○                  | ○                  | ○                  | ○                  | -                  | -                  | -                  | -                  |
| Xperia Z3 ソニーモバイル                                  | 2014年11月21日     | 112.5Mbps               | 21Mbps             | ○                  | ○                  | ○                  | ○                  | -                  | ○                  | -                  | -                  |
| AQUOS CRYSTAL X シャープ                                  | 2014年12月19日     | 112.5Mbps               | 21Mbps             | ○                  | ○                  | ○                  | ○                  | -                  | ○                  | -                  | ○                  |
| GALAXY Tab4 サムスン電子                                  | 2014年12月19日     | 112.5Mbps               | 21Mbps             | ○                  | ○                  | ○                  | ○                  | -                  | -                  | -                  | -                  |
| DIGNO U 京セラ                                            | 2015年2月27日      | 112.5Mbps               | 21Mbps             | ○                  | ○                  | ○                  | ○                  | -                  | ○                  | -                  | -                  |
| 2015年夏モデル                                            |                    |                         |                    |                    |                    |                    |                    |                    |                    |                    |                    |
| Galaxy S6 edge サムスン電子                               | 2015年5月29日      | 112.5Mbps/187.5Mbps(CA) | 21Mbps             | ○                  | ○                  | ○                  | ○                  | ※                  | ○                  | ○                  | ○                  |
| Xperia Z4 ソニーモバイル                                  | 2015年6月12日      | 112.5Mbps/187.5Mbps(CA) | 21Mbps             | ○                  | ○                  | ○                  | ○                  | -                  | ○                  | ○                  | ○                  |
| AQUOS Xx シャープ                                         | 2015年6月26日      | 112.5Mbps/187.5Mbps(CA) | 21Mbps             | ○                  | ○                  | ○                  | ○                  | -                  | ○                  | ○                  | ○                  |
| AQUOS CRYSTAL 2 シャープ                                  | 2015年7月17日      | 112.5Mbps               | 21Mbps             | ○                  | ○                  | ○                  | ○                  | -                  | ○                  | -                  | ○                  |

1. ↑  Hybrid 4G LTE対応機種のみ。
2. ↑  △は今後対応予定。
3. ↑  △はアップデートで対応。
4. ↑  ダブルLTEサービスを利用することによって、利用可能となる帯域。
5. ↑  ワイモバイル（旧イー・アクセス）に割り当てられ、2015年以降にサービス開始予定の帯域。今後ダブルLTEのようにソフトバンクでも利用可能になるかは不明。※は仕様上では対応していることを示す。
6. ↑  AXGPでのCAにも対応。

2012-2013年冬春モデルとして発表されたAndroidスマートフォン6機種は全てSoftBank 4G（AXGP (TD-LTE) ）対応で、LTE (FDD-LTE)には対応していない。
なお、SoftBank 4G及びSoftBank 4G LTEのプランは同一となっているため、SoftBank 4GとSoftBank 4G LTEでは対応するネットワーク以外のサービスは同じである。